# Omloop van het Hageland 2012
La 6e édition de l'Omloop van het Hageland a eu lieu le 4 mars 2012. La course fait partie du calendrier international féminin UCI 2012 en catégorie 1.2 et de la Lotto Cycling Cup pour Dames 2012. Elle est remportée par la Britannique Elizabeth Armitstead.

## Classements

### Classement final
| \| Classement général \| Classement général \| Classement général \| Classement général \| Classement général \| \| Coureur \| Coureur \| Pays \| Équipe \| Temps \| \| ------------------ \| ---------------------- \| ------------------ \| --------------------------- \| ------------------ \| \| 1re \| Lizzie Armitstead \| Royaume-Uni \| AA Drink-Leontien.nl \| 3 h 17 min 49 s \| \| 2e \| Pauline Ferrand-Prévot \| France \| Stichting Rabo Women \| + 2 s \| \| 3e \| Elisa Longo Borghini \| Italie \| Hitec Products-Mistral Home \| + 4 s \| \| 4e \| Kirsten Wild \| Pays-Bas \| AA Drink-Leontien.nl \| + 43 s \| \| 5e \| Adrie Visser \| Pays-Bas \| Skil Koga \| + 43 s \| \| 6e \| Kelly Druyts \| Belgique \| Topsport Vlaanderen-Ridley \| + 43 s \| \| 7e \| Simona Frapporti \| Italie \| Be Pink \| + 43 s \| \| 8e \| Kaat Hannes \| Belgique \| Lotto Belisol Ladies \| + 43 s \| \| 9e \| Lucy Martin \| Royaume-Uni \| AA Drink-Leontien.nl \| + 43 s \| \| 10e \| Jolien D'Hoore \| Belgique \| Topsport Vlaanderen-Ridley \| + 43 s \| |                        |             |                             |                 |
| |                        |             |                             |                 |
| Source : Cycling Quotient |                        |             |                             |                 |
| Classement général |                        |             |                             |                 |
| Coureur | Coureur                | Pays        | Équipe                      | Temps           |
| 1re | Lizzie Armitstead      | Royaume-Uni | AA Drink-Leontien.nl        | 3 h 17 min 49 s |
| 2e | Pauline Ferrand-Prévot | France      | Stichting Rabo Women        | + 2 s           |
| 3e | Elisa Longo Borghini   | Italie      | Hitec Products-Mistral Home | + 4 s           |
| 4e | Kirsten Wild           | Pays-Bas    | AA Drink-Leontien.nl        | + 43 s          |
| 5e | Adrie Visser           | Pays-Bas    | Skil Koga                   | + 43 s          |
| 6e | Kelly Druyts           | Belgique    | Topsport Vlaanderen-Ridley  | + 43 s          |
| 7e | Simona Frapporti       | Italie      | Be Pink                     | + 43 s          |
| 8e | Kaat Hannes            | Belgique    | Lotto Belisol Ladies        | + 43 s          |
| 9e | Lucy Martin            | Royaume-Uni | AA Drink-Leontien.nl        | + 43 s          |
| 10e | Jolien D'Hoore         | Belgique    | Topsport Vlaanderen-Ridley  | + 43 s          |

### Points UCI
| Position           | 1er | 2e | 3e | 4e | 5e | 6e | 7e | 8e |
| Classement général | 40  | 30 | 16 | 12 | 10 | 8  | 6  | 3  |